# Potencia Tortillera
Potencia Tortillera es un archivo documental digitalizado del activismo lésbico de Argentina. Es un sitio web donde se sistematiza y guarda la memoria del activismo lésbico y sexo-disidente. Reúne producciones gráficas y teóricas, registros de acciones y encuentros de activismo lésbico de Argentina desde el año 2011.
El archivo surgió como una iniciativa para recuperar la memoria del activismo lésbico, que veía sus acciones y pensamiento invisibilizados al interior del activismo feminista y permitir la transmisión intergeneracional de materiales y experiencias entre activistas locales.

## Historia
El archivo Potencia Tortillera surgió en 2011 por iniciativa de cinco activistas lesbianas de Argentina: Valeria Flores, Canela Gavrila, Gabriela Adelstein, Fabi Tron y María Luisa Peralta. A partir del año 2016 el archivo adquirió un carácter más federal a manos de activistas de diferentes regiones del país: Gabi Herczeg, Cecilia Marín, Lu Almada, Ruth Isa, Claudia Contreras, Renata Figueroa y Gabriela Veleizán; quienes quedaron a cargo del archivo.
El nombre "Potencia Tortillera" remite a una acción de activismo visual llevada a cabo por el grupo de lesbianas activistas Fugitivas del desierto en el marco del XXII Encuentro Nacional de Mujeres en Córdoba en 2007. En 2011 se decidió la construcción de un archivo digital en línea como una apuesta geopolítica que contemplara las condiciones de precariedad económica que atravesaban las activistas lésbicas en la época. Realizar un archivo digital en línea es una manera de romper con la centralidad de los archivos institucionales, situados en su mayoría en la Ciudad Autónoma de Buenos Aires, la capital del país.
Laura Gutiérrez señala que hasta la aparición en el año 2011 del archivo Potencia Tortillera:

"Las memorias lésbicas estaban en borroneos y huellas difusas, o bien al interior y en los márgenes de los relatos académicos de estudios de género, de mujeres, feministas o gays. Existían pocos relatos sobre lo que se suponían eran (y aún son) los 'hitos' de la memoria activista lésbica".

## Objetivo
Se trata de un archivo colectivo y autogestivo en permanente construcción, elaborado con el objetivo de reunir y completar las referencias culturales, políticas e históricas del lesbianismo y su activismo en argentina. En este sentido, los materiales compilados responden a diferentes corrientes ideológicas al interior del activismo lésbico, así como a acciones políticas, encuentros y intervenciones artísticas de diferentes partes del país. El archivo busca interrumpir el relato hegemónico del activismo LGBT local, narrado a partir de las llamadas "conquistas legislativas", y recuperar memorias orales y acciones políticas y culturales de los grupos y activistas lésbicas.
El archivo surge de la preocupación ante la pérdida de transmisión de saberes y experiencias entre generaciones de activistas lésbicas, y en pos de la construcción de memorias sexo-disidentes. Se trata de una respuesta a la invisibilización sobre las acciones lésbicas en la historia reciente del activismo en Argentina y su consecuente empobrecimiento de la memoria colectiva.